# Comuna de Ziębice
Ziębice (polaco: Gmina Ziębice) é uma gminy (comuna) na Polónia, na voivodia de Baixa Silésia e no condado de Ząbkowicki. A sede do condado é a cidade de Ziębice.
De acordo com os censos de 2004, a comuna tem 18 444 habitantes, com uma densidade 83 hab/km².

## Área
Estende-se por uma área de 222,24 km², incluindo:
- área agricola: 78%
- área florestal: 12%

## Demografia
Dados de 30 de Junho 2004:
|                      | Total   | Total | Mulheres | Mulheres | Homens  | Homens |
| -------------------- | ------- | ----- | -------- | -------- | ------- | ------ |
|                      | pessoas | %     | pessoas  | %        | pessoas | %      |
| População            | 18 444  | 100   | 9425     | 51,1     | 9019    | 48,9   |
| Densidade (pop./km²) | 83      | 100   | 42,4     | 42,4     | 40,6    | 40,6   |

De acordo com dados de 2002, o rendimento médio per capita ascendia a 1140,81 zł.

## Comunas vizinhas
- Ciepłowody, Kamieniec Ząbkowicki, Kamiennik, Otmuchów, Paczków, Przeworno, Strzelin, Ząbkowice Śląskie